# Pharyngostomoides procyonis
Pharyngostomoides procyonis är en plattmaskart. Pharyngostomoides procyonis ingår i släktet Pharyngostomoides och familjen Diplostomatidae. Inga underarter finns listade i Catalogue of Life.